# 小行星24066
小行星24066（24066 Eriksorensen）是一颗绕太阳运转的小行星，为主小行星带小行星。该小行星于1999年10月发现。

## 轨道参数
小行星24066的轨道半长轴为380 743 235 km（2.5450751 UA），离心率为0.051。